# 468

## Събития
- Римската морска експедиция с цел – побеждаването на вандалите, е разгромена от последните край африканския бряг.